# Creative Waste
Creative Waste – jedyny znany zespół ekstremalnej muzyki grindcore z Arabii Saudyjskiej, powstały w 2002 roku w Al-Katif.

## Historia
Choć zespół rozpoczął działalność w roku 2002, gdy jego członkom udało się wyposażyć w niezbędne instrumenty, to jego geneza sięga lat 98–99 zeszłego stulecia. Wtedy to dwóch braci ze swoim kolegą, wszyscy z Arabii Saudyjskiej podczas nauki w Stanach Zjednoczonych, zainspirowani zachodnimi grupami grindcore postanowiło założyć zespół muzyczny. W roku 2001 powrócili do swojego rodzinnego kraju i zaczęli pierwsze próby nagrań.
Ze względu na funkcjonujące w kraju uwarunkowania prawne, zabraniające jakichkolwiek publicznych koncertów muzycznych oraz ekstremalny rodzaj wykonywanej muzyki, siłą rzeczy występy zespołu odbywały się w bardzo wąskim gronie zainteresowanych odbiorców. Mimo to grupie udało się w 2005 roku nagrać swoją pierwszą płytę demo zatytułowaną Colonies. Album wydany w bardzo niskim nakładzie 50 sztuk, jest obecnie rzadkim rarytasem gatunku. Na fali lekkiej odwilży obyczajowej zespół w roku 2007 nagrał kolejną płytę Cruelty Beyond Conception, jednak dwa lata później w maju 2009 roku podczas prób zorganizowania koncertu w Rijadzie doszło do problemów z obowiązującym prawem a zespół promowanie swojej działalności przeniósł do internetu. Nie mając problemów z graniem muzyki na własne potrzeby miewał kłopoty z zewnętrznymi oznakami działalności, konfiskowano im na granicy koszulki czy nawet jedyny banner zespołu wykorzystywany na koncertach.
Traktowany początkowo jako ciekawostka zespół, który wystąpił publicznie po raz pierwszy w 2010 roku w Nowym Jorku oraz Houston, z czasem wypracował sobie uznanie i zaczął dostawać zaproszenia na największe festiwale świata muzyki ekstremalnej. Grupa wystąpiła m.in. w Stanach Zjednoczonych w ramach Maryland Deathfest w 2011 oraz 2014 roku, wraz z Hate Eternal w Dubaju w latach 2012 i 2013, Obscene Extreme Festival 2012 w Czechach, wraz z Napalm Death podczas Obscene Extreme America w Meksyku w roku 2013,  Obscene Extreme America 2015 w Montrealu w Kanadzie,  Resurrection Metal Night 2015 w Dubaju czy Dominion Edition I w Dubaju w 2016 roku.
W roku 2012 ukazał się pierwszy pełnometrażowy album zespołu zatytułowany Slaves to Conformity, w nagraniu którego wziął udział znany perkusista Kevin Talley (Six Feet Under, Dååth) a w roku 2016 zespół nagrał kilka nowych utworów anonsujących nową, niewydaną jeszcze płytę. Materiał na tę płytę prezentowany jest obecnie na koncertach, w tym na mających się odbyć w tym roku (2017) takich festiwalach jak ponownie Obscene Extreme w Czechach czy w ramach Mighty Sounds w Czechach.
19 kwietnia 2019 roku, pierwszy raz po jedenastu latach od poprzedniej próby, zespół wystąpił z koncertem w Rijadzie.

## Styl muzyczny
Muzyka zespołu to typowe grindcore, trudna do porównania z twórczością innych zespołów na Bliskim Wschodzie, ze względu na zasadniczo brak podobnych grup. Zespół nie ukrywa inspiracji zachodnimi grupami grającymi w tym gatunku takimi jak Napalm Death. Wastwa tekstowa, z racji wykonywanego gatunku praktycznie niezrozumiała porusza m.in. problemy ograniczeń obyczajowych rodzinnego kraju, co widać choćby w tytule ich debiutanckiej płyty czy pochodzących z niej utworów, choć sam zespół odcina się od jakichkolwiek rebelianckich zapędów. Pochodzący z tej płyty utwór “Ahfad Qabeel” (Potomkowie Kaina) jest prawdopodobnie pierwszym na świecie nagraniem grindcore wykonywanym w języku arabskim.

## Skład
- Fawaz Al-Shawaf : wokal, gitara basowa
- Essam Al-Ghamdi : wokal, gitara
- Talal Al-Shawaf : perkusja

## Dyskografia
- 2005 – Colonies Demo
- 2007 – Cruelty Beyond Conception Demo
- 2012 – Slaves to Conformity (Creative Waste)